# 莱斯利·凯里
莱斯利·凯里（英語：Leslie Irwin Carey）是美国的一位录音师，他于1938年首次进入好莱坞，在那里他开始了他人生中制作的300多部电影中的第一部。其中一些是1947年的双重生活，1948年的不夜城和两傻大战科学怪人，1950年 Winchester '73，1954年 黑湖妖潭和 天老地荒不老情，1955年男子汉大丈夫和飞碟征空，1957年的不可思议的收缩人和1959年的粉红色潜艇。同样在20世纪50年代后期，他在电视剧“彼得·冈”中广泛参与制作。他获得了6次奥斯卡奖提名，并于1954年因格伦·米勒传获得奥斯卡奖。

## 精选影视作品
凯里曾赢得1次奥斯卡最佳音响效果奖，并获得5次提名。
获奖：
- 格伦·米勒传 (1954)[1]

提名：
- 痴凤求凰（英语：Once More, My Darling） (1949)[2]
- 路易莎（英语：Louisa (film)） (1950)[3]
- 光明的胜利（英语：Bright Victory） (1951)[4]
- 密西西比赌徒（英语：The Mississippi Gambler (1953 film)） (1953)[5]

- 天情战地有情天（英语：A Time to Love and a Time to Die） (1958)[6]